# Christophe Charbonnel
Pour les articles homonymes, voir Charbonnel.
Christophe Charbonnel, né en 1967 à Nantes, est un sculpteur français.

## Biographie
Christophe Charbonnel commence sa carrière en tant que dessinateur puis modeleur pour les studios Walt Disney Animation France, à Montreuil. Il suit ensuite des cours de sculpture à l'École supérieure des arts appliqués Duperré à Paris, où il est élève de Philippe Seené.
En 2002, Christophe Charbonnel décide de quitter les studios Disney et son emploi de dessinateur pour s'installer dans les Yvelines, où il avait exposé pour la première fois en 1998.
En 2008, dans le cadre des Journées du patrimoine, il crée une sculpture d'un Christ d'une hauteur de 130 cm en résine patinée chargée en bronze, exposé dans l’église Saint-Jean-Baptiste de Choisel puis dans la chapelle du château des Clos à Bonnelles.
Le Christ de Charbonnel a été achetée grâce à un concert et est conservé à l’église de Saint-Rémy-lès-Chevreuse.
Certaines de ses sculptures monumentales sont visibles dans l'espace public. Son Colosse a été temporairement exposé au  musée-Hôtel Le Vergeur à Reims.

## Œuvre
Les thèmes abordés par Christophe Charbonnel sont variés, qu'ils s'agisse du corps humain,, des chevaux ou encore des héros antiques . L'historien d’art Aurélien Gnat définit Christophe Charbonnel comme un « artiste classique contemporain dans la lignée des Rodin, Carpeaux, Dalou, héritier du courant réaliste de la fin du XIXe siècle ». Féru de traités d'anatomie du XIXe siècle, l'artiste s'inspire de la statuaire antique, en particulier de ses proportions idéales, mais aussi du hiératisme de ses postures. Pour autant, il n’hésite pas à fragmenter ses sculptures, pour concentrer l'attention du spectateur sur les attitudes ou les ports de têtes des montures.

## Expositions
Christophe Charbonnel expose en 2013 au château de Bois-Guilbert.
En 2014, il expose à Paris à la galerie Bayart avec le dessinateur Éric Bourgier.
Exposé au sein de foires et salons prestigieux (Masterpiece à Londres, TEFAF à Maastricht, PAD à Paris, etc.), sa visibilité s’accroît avec la mise en place d’expositions d’œuvres monumentales au sein des villes (Biennale d'œuvres monumentales à Mont-de-Marsan en 2016, parcours de sculptures monumentales dans la ville de Compiègne en 2015, du Touquet en 2016, de  Paris en 2017).
En 2017, Charbonnel bénéficie d’une rétrospective à la mairie du 6e arrondissement de Paris, dix sculptures monumentales sont exposées au château des Pères à Piré-sur-Seiche près de Rennes et un ensemble d’œuvres importantes est présenté au sein de l’hôtel du Palais à Biarritz.
En 2018 est programmée la première exposition muséale de Christophe Charbonnel, qui se tient au musée Despiau-Wlérick à Mont-de-Marsan. Durant la période estivale, ses sculptures monumentales sont également présentées dans la ville de Dinard ainsi que sur le site archéologique d’Aléria, en Corse.
En 2019, Charbonnel investit durant l'été la ville de Chartres ainsi que sa collégiale Saint-André pour l'exposition « Colossale » et, à l'automne, présente ses sculptures monumentales dans la ville de Mont-de-Marsan.
À l’été 2020, deux expositions institutionnelles sont programmées, l’une au musée de Gajac à Villeneuve-sur-Lot, et la seconde à Jesolo (Venise).

## Récompenses
- Christophe Charbonnel est lauréat du prix Évariste Jonchère de la Fondation Taylor en 2010[18].